# Présence africaine
Présence Africaine est une revue panafricaine semestrielle, fondée en 1947 par Alioune Diop.
Elle est éditée par la maison d'édition du même nom, fondée en 1949, et une librairie située dans le Quartier latin à Paris, au 25 bis, rue des Écoles. La maison d'édition Présence Africaine est dirigée par la veuve du fondateur, Christiane Diop, puis par la fille du fondateur, Suzanne Diop.

## Origines
La naissance de la revue s'inscrit dans la mouvance du panafricanisme dont les idées s'expriment depuis le début du XXe siècle, notamment lors de plusieurs congrès, comme celui de Paris en 1919, organisé par  W. E. B. Du Bois soutenu par Blaise Diagne. Les intellectuels sont aussi marqués par le surréalisme et le marxisme. En 1936, le Front populaire confronte les Africains vivant en France au monde syndical et politique et cette dynamique trouve un écho notamment au Sénégal. Enfin, la liberté retrouvée à l'issue de la Seconde Guerre mondiale soulève désormais avec acuité la question de la souveraineté des peuples et des cultures à l'échelle mondiale, et notamment en Afrique. Petit à petit, des périodiques donnent la parole aux Noirs, tels que La Revue du Monde Noir, Légitime Défense, L'Étudiant noir ou Tropiques, éditée par Aimé Césaire au début des années 1940.

## Le rayonnement de la revue et de la maison d'édition
C'est dans ce contexte que la revue est créée en novembre-décembre 1947 par Alioune Diop, professeur de philosophie né au Sénégal, avec le soutien d'intellectuels, écrivains ou anthropologues, dont Aimé Césaire, Léopold Sédar Senghor, Richard Wright, Albert Camus, André Gide, Jean-Paul Sartre, Théodore Monod, Georges Balandier ou Michel Leiris, Condetto Nénékhaly-Camara , mais aussi Joséphine Baker, James Baldwin, Picasso, etc.,.
Dans le premier numéro – contenant un avant-propos d'André Gide – Alioune Diop déclare que « la revue ne se place sous l'obédience d'aucune idéologie ou politique. Elle veut s'ouvrir à la collaboration de tous les hommes de bonne volonté (Blancs, Jaunes ou Noirs), susceptibles de [les] aider à définir l'originalité africaine et de hâter son insertion dans le monde moderne ».
La revue rencontre le succès et, dès 1949, la maison d'édition du même nom est créée. Le premier titre publié est l'ouvrage – controversé – du missionnaire belge Placide Tempels (1906-1977), La Philosophie bantoue,. L'année suivante, en 1950, Alioune Diop accepte d'éditer un manuscrit de Joseph Zobel, refusé par les éditions Albin Michel  en raison de l'usage de tournures inspirées du créole dans le texte. C'est le roman La Rue Cases-Nègres, bien accueilli en France et sur le continent africain. Joseph Zobel y met à profit ses souvenirs d'enfance. Il recourt dans cette œuvre à un duo idéal : l’enfant, qui n'a pas encore une grande expérience du monde, et la grand-mère, expérimentée mais qui tente d'adoucir les angles (lui-même a été en partie élevé par sa grand-mère). Le résultat est un témoignage, très rare à l'époque, sur la communauté noire antillaise.
Pendant les années 1950 et 1960, la revue milite activement en faveur de l'émergence d'une culture africaine indépendante. Véritable moteur intellectuel, elle offre une tribune de choix aux figures montantes du monde littéraire et politique. Les mentalités devancent ainsi les décisions politiques dans l'accession à l'indépendance. 
En 1951, la revue commandite un court-métrage documentaire, réalisé par Chris Marker et Alain Resnais, Les Statues meurent aussi. Dénonciation des méfaits de la colonisation, le film sort en 1953 et obtient la même année le prix Jean-Vigo, mais il est censuré pendant une dizaine d'années.
En 1956, Présence Africaine réunit dans le grand amphithéâtre Descartes de la Sorbonne le premier Congrès des écrivains et artistes noirs, un événement que l'on a parfois qualifié de « Bandung culturel », en référence à la conférence de Bandung qui s'était tenue en 1955. La Société africaine de culture se constitue à l'issue de ce premier congrès. 
La librairie ouverte par Présence Africaine dans le Quartier latin est visé par un attentat de l'OAS en 1962.
Dans un Sénégal désormais indépendant, Alioune Diop et son équipe organisent avec Léopold Sédar Senghor le premier Festival mondial des arts nègres à Dakar, inauguré en 1966.
Après la mort d'Alioune Diop en 1980, sa veuve Christiane Mame Yandé Diop reprend le flambeau, aidée par leur fille Suzanne. Le 50e anniversaire de la revue est célébré par un colloque organisé au siège de l'Unesco à Paris du 3 au 5 décembre 1997. Du 19 au 22 septembre 2006, la Communauté africaine de culture, ONG succédant à la Société africaine de culture, présidée par le prix Nobel Wole Soyinka, a organisé le cinquantenaire du premier Congrès des écrivains et artistes noirs à la Sorbonne et à l'Unesco. 
Christiane Diop reçoit la décoration de chevalier de la Légion d'Honneur, remise au palais de l'Élysée, le 8 avril 2009.
Fin 2009, on dénombre près de 300 numéros de la revue et environ 400 ouvrages parus.
Le directeur de la publication actuel est Romuald Fonkoua, professeur de littérature française et comparée à l'université de Strasbourg.
Du 11 novembre 2009 au 31 janvier 2010, le musée du Quai Branly accueille une exposition thématique autour de la revue Présence Africaine dans le cadre des célébrations du centenaire de la naissance de son fondateur Alioune Diop.
Le 2 novembre 2019, dans les locaux de l'Organisation International de la Francophonie, Christiane a reçu la décoration de Grand-Croix de l'Ordre national du Lion des mains de M.Macky SALL, Président de la République du Sénégal.
Christiane Diop reçoit la décoration d'officier de la Légion d'Honneur le 18 octobre 2021 à l'Hôtel de Ville, en présence de George Pau-Langevin, ancienne Ministre et ancienne Députée de Paris.

### Quelques auteurs
- Amadou Hampaté Ba
- Aimé Césaire
- Alain Mabanckou
- Amzat Boukari-Yabara
- Bernard Dadié
- Cheikh Anta Diop
- Cheikh Ahmadou Bamba Ndiaye
- Djibril Tamsir Niane
- Edouard Glissant
- Fatou Diome
- Fary Ndao
- Hamidou Anne
- Jacques Rabemananjara
- Jean-Paul Sartre
- Jo Güstin
- Joseph Zobel
- Khalid Lyamlahy
- Ken Bugul
- Kwame Nkrumah
- Léopold Congo-Mbemba
- Léon-Gontran Damas
- Mohamed Mbougar Sarr
- Mongo Beti
- Martial Sinda
- Nènèkhaly-Condetto Camara
- Souleymane Gassama
- Tchicaya U Tam'si
- Wole Soyinka